# Ligne T1 du bus à haut niveau de service de Mamoudzou
La ligne T1 est la future ligne de bus à haut niveau de service de Mamoudzou dont l’entrée en service est prévue pour 2024 qui desservira les Hauts-Vallons à Passamainty.

## Histoire
Les travaux de construction de la ligne à haut niveau de service débutent le 10 février 2022 pour un montant de 45 millions d'euros, et se sont déroulés en quatre phases. L'inauguration de ce tronçon comprenant 16 stations et 2 parcs relais est prévue pour 2024.
Pendant la réalisation des travaux, pour endiguer les embouteillages, la Cadema met en place des bus gratuits pour réduire le nombre de véhicules sur la route.

## Tracé et stations

### Liste des stations
La ligne comporte seize stations au total.

### Intermodalité
La ligne 1 est en correspondance directe avec la ligne 2 et 3 à la station Passamaïnty.